# Deuces Wild
Deuces Wild is een variant van het pokerspel. Het spelverloop is hetzelfde als dat van Five Card Draw, alleen speelt een speler niet tegen tegenstanders, maar tegen de deler. Het is de bedoeling om met vijf kaarten in de hand (in het casino doorgaans 'op het scherm') een combinatie te maken van three of a kind of beter (met één paar, twee paar, of lager, verliest de speler). De vier 2-en in het spel tellen in Deuces Wild als jokers en staan voor iedere kaart die op dat moment de beste combinatie volmaakt voor de speler.
Voorbeelden:
- 6♣ 7♦ 2♥ 9♠ 9♥ - in dit geval is de hoogste combinatie waaraan de 2 kan helpen een three of a kind en staat de 2 daarom voor een 9
- 6♣ 7♦ 2♥ 9♠ 10♥ - in dit geval is de hoogste combinatie waaraan de 2 kan helpen een straight (of 'straat') en staat de 2 daarom voor een 8

## Spelverloop
De speler bepaalt zijn inzet en krijgt daarna vijf kaarten van de deler. Vervolgens volgt één ruilronde (de draw), waarin de speler nul tot vijf kaarten mag ruilen voor hetzelfde aantal nieuwe. Heeft de speler na de ruilronde three of a kind of beter, dan wint hij een x aantal keer zijn inzet. Hoe beter de combinatie, hoe hoger de vermenigvuldigingsfactor van de uitbetaling. Heeft de speler een paar, twee paar of geen enkele combinatie, dan verliest hij zijn inzet.

## Combinatiemogelijkheden
Door de aanwezigheid van jokers (de 2-en) in Deuces Wild, zijn er in het spel meer combinaties mogelijk dan in reguliere pokervormen, zoals Texas Hold'em, Omaha High en 7 Card Stud. Zo is er in Deuces Wild bijvoorbeeld kans op een - in een regulier spel onmogelijke - five of a kind. Een overzicht van winnende combinaties en de standaard uitbetalingswaardes daarvan:
- natural royal flush (zonder gebruik van 2-en) = 1:250
- vier 2-en = 1:200
- royal flush = 1:20
- five of kind = 1:15
- straight flush = 1:9
- four of a kind = 1:4
- full house = 1:4
- flush = 1:3
- straight = 1:2
- three of a kind = 1:1

- De uitbetalingswaardes kunnen verschillend zijn bij bepaalde spelaccommodaties

- Zie voor exacte uitleg over de namen van de combinaties pokerhanden